# Atzara
Atzara (sardinski: Atzàra) je grad i općina (comune) u pokrajini Nuoru u regiji Sardiniji, Italija. Nalazi se na nadmorskoj visini od 553 metra i ima 1 133 stanovnika.
 Prostire se na 35,92 km2. Gustoća naseljenosti je 32 st/km2.
Susjedne općine su: Belvì, Meana Sardo, Sorgono i Samugheo.